# Podjelje
Podjelje é um assentamento localizado no município de Bohinj na Eslovênia. Possuía uma população estimada de 77 habitantes em 2020.